# Districte municipal de Kretinga
El Districte municipal de Kretinga (en lituà: Klaipėdos rajono savivaldybė) és un dels 60 municipis de Lituània, situat dins del comtat de Klaipėda. La seva capital és la ciutat de Kretinga.

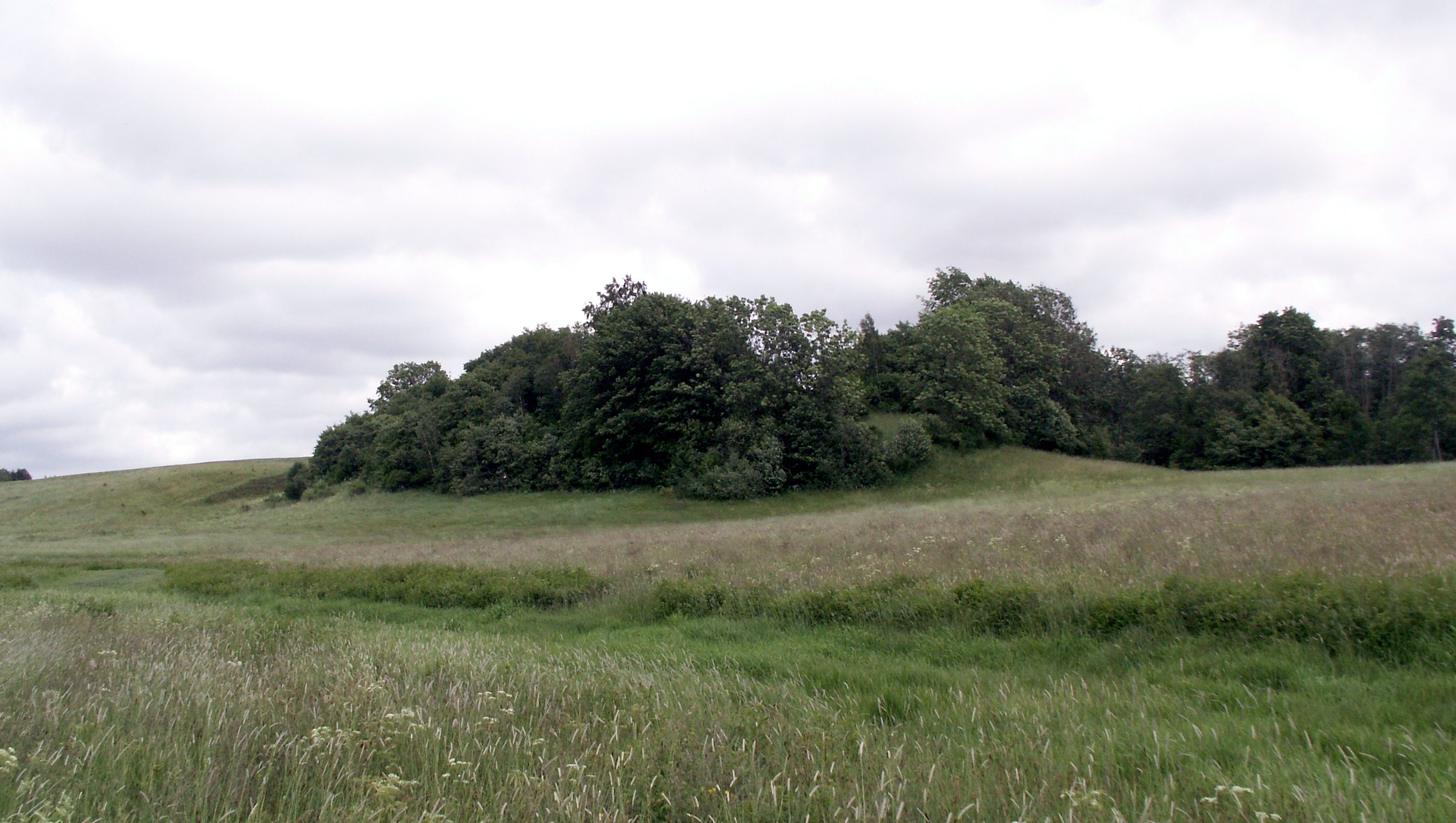
Monticle del districte municipal de Kretinga

## Seniūnijos del districte municipal de Kretinga
- Darbėnų seniūnija (Darbėnai)
- Imbarės seniūnija (Salantai)
- Kartenos seniūnija (Kartena)
- Kretingos seniūnija (Kretinga)

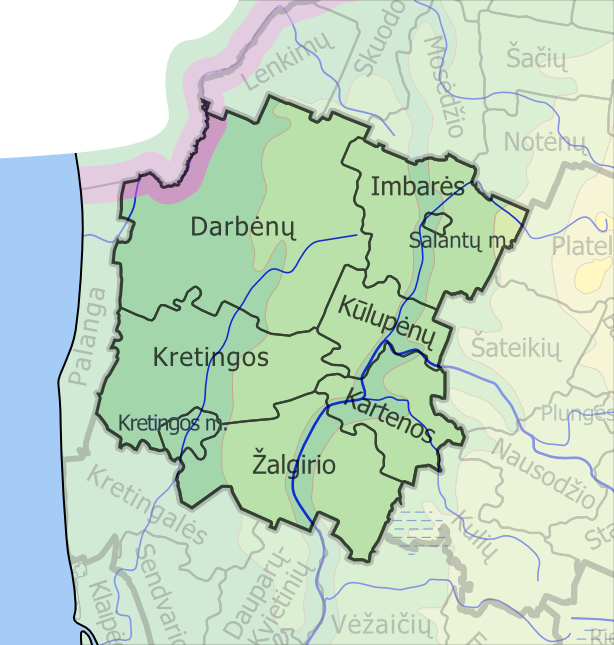
Mapa dels Seniūnijos

- Kretingos miesto seniūnija (Kretinga)
- Kūlupėnų seniūnija (Kūlupėnai)
- Salantų seniūnija (Salantai)
- Žalgirio seniūnija (Raguviškiai)